# سید کرول
سید کرول (انگلیسی: Sid Crowl؛ ۱۸ مارس ۱۸۸۸ – ۱۹۷۱ (۸۲−۸۳ سال)) بازیکن فوتبال اهل بریتانیا بود.
از باشگاه‌هایی که در آن بازی کرده‌است می‌توان به باشگاه فوتبال تاتنهام هاتسپر اشاره کرد.